# Desert Blues
Desert Blues es una película del año 2006.

## Sinopsis
Procedentes de etnias diferentes, tres artistas malienses se reúnen para hacer oír el sonido del desierto. Está Habib Koité, un bambara descendiente de los kassonhkés del oeste de Malí; Afel Bocoum, un songhai considerado como el heredero de Ali Farka Touré y, finalmente, un grupo de mujeres tuareg de Tombuctú, étnicamente cercanas a los bereberes, que prestan su voz a la causa de una cultura superviviente. La reunión de estas tres músicas representa un auténtico acontecimiento político después de las tragedias que sacudieron Malí entre los años 1995 y 1996.

## Premios
- Festival Internacional de Cine de África y de las Islas (FIFAI), La Reunión, 2007.